# نیرباتور
شهر نیرباتور (به مجاری: Nyírbátor) در سابولچ-ساتمار-برگ در کشور مجارستان واقع شده‌است. جمعیت این شهر ۱۲٫۸۴۳ نفر است.